# Fate il vostro gioco (romanzo)
Fate il vostro gioco è un romanzo giallo di Antonio Manzini pubblicato da Sellerio, il settimo romanzo della serie dedicata al vicequestore Rocco Schiavone.

## Trama
Rocco Schiavone indaga sulla morte di un pensionato, Romano Favre, ex ispettore di gioco del casinò di Saint-Vincent. Il cadavere è stato ritrovato nella sua abitazione dai vicini di casa e serra in mano una fiche. Il vicequestore inizia ad indagare nell'ambiente del gioco ed incontra amici e colleghi della vittima fino ad individuare un traffico che potrebbe spiegare l'omicidio.
Rocco è ancora scosso per il tradimento di Caterina, mentre si consolida il rapporto con Gabriele. I vecchi amici di Roma, Sebastiano, Brizio e Furio si sono allontanati. Nel frattempo, il suo nemico Enzo Baiocchi inizia a collaborare con la giustizia e da tale collaborazione ne consegue tutta una serie di arresti. Chiede anche un colloquio con il magistrato Baldi, al quale racconta che è stato Rocco ad uccidere suo fratello.